# The Fall of the House of Usher (opera)
The Fall of the House of Usher (La caduta della casa degli Usher) è un'opera del 1988 di Philip Glass su libretto basato sul racconto del 1839 di Edgar Allan Poe di Arthur Yorinks, che lavorò con Glass anche in The Juniper Tree.

## Storia delle esecuzioni
Dalla sua messa in scena a Cambridge nel 1988, l'opera di Glass è stata allestita da numerose compagnie d'opera, tra cui Long Beach Opera (California), Wolf Trap Opera (Virginia), Cottbus (Germania) e il rinomato Festival del Maggio Musicale a Firenze (Italia).
The Fall of the House of Usher è stata messa in scena a Firenze, in Italia, durante il Festival "Maggio Musicale Fiorentino" nel maggio 1992, diretta da Marcello Panni e messa in scena da Richard Foreman alla presenza dell'autore al Teatro della Pergola di Firenze.

## Ruoli
La prima ebbe luogo con successo all'American Repertory Theatre, Cambridge il 18 maggio 1988. Questi i personaggi ed i registri vocali
| Personaggio                      | Registro vocale |
| -------------------------------- | --------------- |
| Roderick Usher                   | tenore          |
| Madeline Usher                   | soprano         |
| William                          | baritono        |
| The Doctor                       | un attore       |
| Coro: servitori, spiriti, attori |                 |